# BioNTech
Biontech (власний правопис: BioNTech, від Biopharmaceutical New Technologies) — німецька біотехнологічна компанія, розробник та виробник активних імунотерапевтичних лікарських засобів. Компанія розробляє препарати на основі матричної РНК (мРНК) для індивідуалізованої імунотерапії раку та для виробництва вакцин проти інфекційних захворювань. Компанію засновали в Майнці у 2008 році доктори медичних наук Угур Шахін, Езлем Тюреджі, та Христоф Хубер.

## Вакцина проти COVID-19
У 2020 році компанія досягла значного успіху в розробці одного з основних світових кандидатів вакцини проти COVID-19 під назвою BNT162b2. У листопаді 2020 року вакцина проходила клінічні випробування III фази в США. Перші дози вакцини були доставлені в США та Німеччині уже наприкінці 2020 року.
З 2020 компанія BioNTech співпрацює з американським фармаконцерном Pfizer та китайським Fosun над виробництвом вакцини проти COVID-19 в США. Тоді ж BioNTech та Pfizer підписали попередній договір про продаж 300 млн доз вакцин для ЄС, 30 млн для Великої Британії та 100 млн для США.
Управління з продовольства і медикаментів США погодило надзвичайне використання вакцини Pfizer-BioNTech проти COVID-19. 8 грудня 2020 року, Велика Британія стала першою країною світу, яка розпочала масову вакцинацію населення від коронавірусу SARS-CoV-2 вакцинами Pfizer/BioNTech. У США кампанія вакцинації від COVID-19 почалася 14 грудня 2020 року, в Німеччині 27 грудня 2020
У січні 2021 року компанія заснувала власну виробничу базу у Німеччині поблизу міста Марбург (бундесземля Гессен). У лютому 2021 фабрика у Марбурзі почала виробництво, а у квітні цього ж року проінформувала про початок, згідно з планом, постачання вакцини для країн Європи. Потужність — 750 млн доз вакцини на рік, або 2 млн/день.
21 квітня 2021 року Pfizer заявляє, що їй відомо про підроблені версії своєї вакцини COVID-19, які виробник ліків розробив за допомогою BioNTech, оскільки злочинці прагнуть нажитися на світовому попиті на вакцини, який продовжує випереджати пропозицію.
Фальшиві версії вакцини були виявлені в Мексиці і Польщі, повідомив представник Pfizer в електронному листі CBS MoneyWatch, підтвердивши раніше опубліковане Wall Street Journal повідомлення про підробки.
У жовтні Pfizer і BioNTech запросили ліцензію у Європейського агентства з лікарських засобів (EMA) на вакцинацію проти коронавірусу дітей у віці від 5 до 11 років. У листопаді подано заявку в МОЗ Японії з метою отримання дозволу на використання вакцини від коронавірусу для дітей від п'яти років. В Ізраїлі дозволили щепитися вакциною Pfizer-BioNTech дітям у віці від 5 до 11 років.

## Цікаві факти
Вакцину розробили німецькі науковці з турецьким корінням.
2021 року BioNTech почали проводити клінічні випробування кандидатів на імунотерапію раку. Технологія мРНК використовуватиметься для всього — від вакцин проти ВІЛ, малярії та туберкульозу до застосувань при захворюваннях серця та центральної нервової системи.